# Stipecoma
Stipecoma é um género botânico pertencente à família Apocynaceae.